# Přídech
Přídech neboli aspirace je způsob obměny výslovnosti souhlásek. Vzniká v hlasivkách v některých jazycích při výslovnosti konstriktiv.
Při přepisu výslovnosti se v mezinárodní fonetické abecedě označuje horním indexem [ʰ] za příslušným symbolem, např. [tʰ].